# Vulturi, Iași

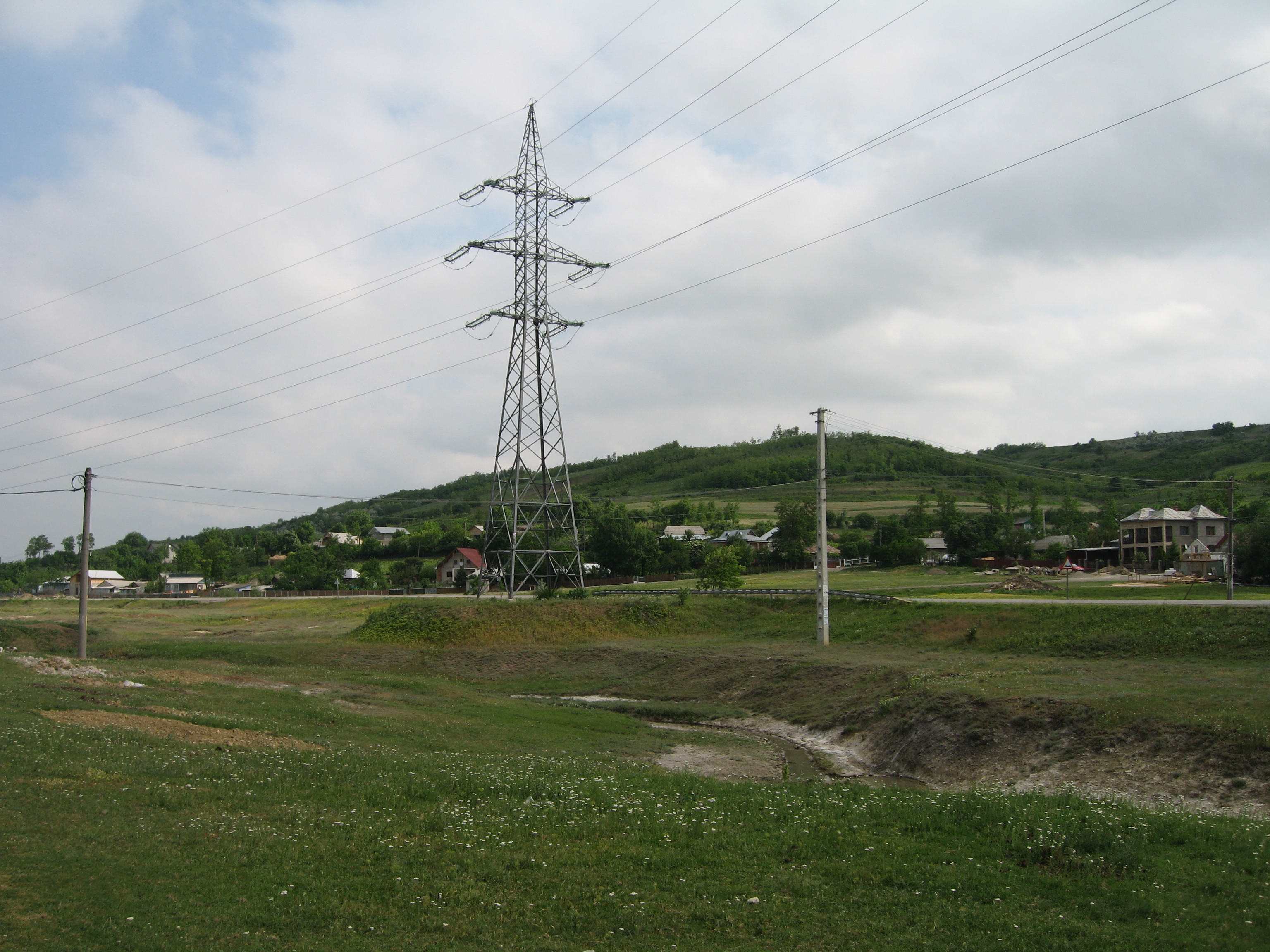
Imagine din satul Vulturi.

Vulturi este un sat în comuna Popricani din județul Iași, Moldova, România.